# Catasetum expansum
Catasetum expansum é uma espécie botânica, originária do Equador, pertencente à família das orquídeas (Orchidaceae).